# Ekokritika
Ekokritika je interdisciplinární studium literatury a životního prostředí. Literární vědci analyzují texty (spisovatelů, vědců i básníků), ve kterých jsou vyjádřeny obavy o životní prostředí, a zkoumají způsoby, jakými literatura přistupuje k subjektu přírody. Ne všichni akademici se shodují na cíli, metodologii a rozsahu ekokritiky. Tento široký přístup má několik dalších jmen, jako je environmentální literární kritika, zelená studia nebo ekopoetika.

## Vývoj
Jedním z největších impulsů pro vznik ekokritického hnutí byla kniha Mlčící jaro (Silent Spring) Rachel Carsonové z roku 1962. Dále se ekokritika rozvinula spolu s environmentalismem ke konci 60. let 20. století, ale tehdy se ještě nejednalo o organizované hnutí, proto byly tyto rané práce kategorizovány pod jinými hlavičkami. Průkopnickou prací byla Komedie přežití (The Comedy of Survival) z roku 1974 od Josepha Meekerse. Meekers v ní uvedl antropocentrismus jako centrální koncept pro ekokritiku. Ekologická krize podle Meekera souvisí s oddělováním přírody a kultury a devaluací přírody, která se zformovala v západním světě. V literatuře se pak tento antropocentrismus projevuje v koncepcích hrdinů, jejichž morální boje jsou důležitější než biologické přežití. Vedle toho etologie podle něj ukazuje, že slogan "making love not war" (který by se dal přeložit jako milovat se, neválčit) má nadřazenou ekologickou hodnotu.
Autorem pojmu ekokritika je ale až William Rueckert, který jej uvedl v eseji Literature and Ecology: An Experiment in Ecocriticism roku 1978.
Celistvé ekokritické hnutí se proto zformovalo až během 80. let, především skrze práci Asociace pro západní literaturu (Western Literature Association), která ocenila literaturu o přírodě jako nefikční žánr. Ke konci 80. let vznikl první univerzitní kurz ekokritiky (na Náropově univerzitě v Boulderu), který učil básník Jack Collom. Roku 1990 se první profesorkou literatury a životního prostředí stala Cheryll Glotfelty. Americká Asociace pro studium literatury a životního prostředí (ASLE) se následně rozrostla o tisíce členů. Po publikaci knih The Ecocriticism Reader (od Cheryll Glotfelty a Harolda Fromma) z roku 1996 a The Environmental Imagination (Laurence Buells, 1995) se toto odvětví literárních studií začalo rychle rozvíjet po celém světě. Evropská asociace pro studium literatury, kultury a životního prostředí (European Association for the Study of Literature, Culture, and Environment) byla založena roku 2004.
Od vzniku veganských studií jako samostatného oboru (2015) je často zaváděno veganství jako "nový způsob zkoumání pro ekokritickou textovou analýzu".

## Definice
Podle definice Simona C. Estoka je ekokritika charakteristická svým etickým postojem (závazkem k přírodnímu světu jako důležité věci a nikoli pouze objektu studia) a současně svým závazkem vytvářet spojitosti. Ekokritika může znamenat i víc, ale tyto dvě vlastnosti jsou vždy přítomny.
Glotfeltyové pracovní definice zní: "ekokritika je studium vztahu mezi literaturou a fyzickým prostředím". Jedním z cílů pro ní potom je dodat důstojnou hodnotu literatuře o přírodě, která je podle ní podceňována.
Ekokritika vytváří analogie mezi literárními texty a ekologickými strukturami, někdy je dokonce vnímána jako samotná ekologická síla v kulturním systému. Ekokritika zkoumá krize jako je globální oteplování, ztráta biodiverzity, ale také dialektiku lidského a mimolidského světa (tj. problematiku našeho vztahu k přírodnímu světu a reprezentace perspektiv jiných živočišných druhů v literatuře).
V ekokritice lze rozlišit dva směry: environmentalismus a hlubinnou ekologii. Environmentalisté se zabývají konkrétními problémy a chtějí o nich zvýšit povědomí (a napravit "špatné" chování). Člověk ale přitom zůstává tím, kdo udává hodnoty. Vedle toho hlubinná ekologie naopak kritizuje centralitu člověka (antropocentrismus) a vyžaduje její radikální přehodnocení. Ekosystémy podle ní mají své vlastní hodnoty nezávisle na člověku. Tyto hodnoty (ať již antropocentrické nebo ekocentrické) jsou ekokritikou zkoumány, spolu s významem konceptu přírody, konceptu místa, lidské percepce divočiny, a historickými proměnami těchto konceptů. Hlubinná ekologie kritizuje vnímání přírodního světa jako pouhého zdroje pro člověka.
Empirická ekokritika vyhodnocuje vliv ekologické literární fikce nebo umění na čtenáře – může se jednat o beletrii, film, divadlo, architekturu nebo jiný typ umění.

## Skepticismus
Někteří ekokritici jsou ke konceptu přírody – a přirozenosti – skeptičtí, především ve vztahu k tomu, jak byl využíván k legitimizaci genderových, sexuálních a rasových norem (např. nahlížení na homosexualitu jako na nepřirozenou). S tím souvisí kritika "ekologického" jazyka, často zprostředkovávaná ekolingvistikou. V návaznosti na tuto kritiku Ashton Nichols píše o nebezpečnosti historických romantických pohledů na přírodu, které mají být podle něj nahrazeny "městsko-přírodním hřadováním" (urbanatural roosting) – pohledem, který vnímá městský a přírodní svět jako úzce spojený.